# Shi Zhiyong
Shi Zhiyong (10 de fevereiro de 1980, em Longyan, Fujian) é um chinês campeão mundial e olímpico em halterofilismo.

## Carreira
Shi participou do campeonato mundial de halterofilismo de 2003 e ficou com a prata. Nos Jogos Olímpicos de Atenas 2004, ganhou ouro, na categoria até 62 kg. Ganhou ouro no campeonato mundial de 2005, prata em 2006 e 2007, na categoria até 69 kg. Participou dos Jogos de Pequim 2008, mas não concluiu a prova.
Quadro de resultados
| Ano                       | Lugar                          | Categoria       | Marca (kg) / pos. | Marca (kg) / pos. | Marca (kg) / pos. |
| Ano                       | Lugar                          | Categoria       | Arranque          | Arremesso         | Total             |
| Jogos Olímpicos           | Jogos Olímpicos                | Jogos Olímpicos | Jogos Olímpicos   | Jogos Olímpicos   | Jogos Olímpicos   |
| ------------------------- | ------------------------------ | --------------- | ----------------- | ----------------- | ----------------- |
| 2004                      | Atenas, Grécia                 | –62 kg          | 152,5 / 1         | 172,5 / 2         | 325 /             |
| 2008                      | Pequim, China                  | –69 kg          | 152 / 3           | NM                | —                 |
| Campeonato Mundial        |                                |                 |                   |                   |                   |
| 1999                      | Atenas, Grécia                 | –62 kg          | 147,5 /           | 167,5 / 7         | 315 / 4           |
| 2003                      | Vancouver, Canadá              | –62 kg          | 147,5 /           | 170 /             | 317,5 /           |
| 2005                      | Doha, Catar                    | –69 kg          | 160 /             | 190 /             | 350 /             |
| 2006                      | Santo Domingo, Rep. Dominicana | –69 kg          | 150 /             | 177 /             | 327 /             |
| 2007                      | Chiang Mai, Tailândia          | –69 kg          | 158 /             | 180 / 5           | 338 /             |
| Jogos Asiáticos           |                                |                 |                   |                   |                   |
| 2002                      | Busan, Coreia do Sul           | –62 kg          | NM                | NM                | —                 |
| 2006                      | Doha, Catar                    | –69 kg          | 155 /             | 180 /             | 335 /             |
| Campeonato Asiático       |                                |                 |                   |                   |                   |
| 1999                      | Wuhan, China                   | –62 kg          | 147,5 /           | 172,5 /           | 320 /             |
| 2000                      | Osaka, Japão                   | –62 kg          | 152,5 /           | 170 /             | 322,5 /           |
| 2003                      | Qinhuangdao, China             | –62 kg          | 152,5 /           | 170 /             | 322,5 /           |
| 2004                      | Almati, Cazaquistão            | –62 kg          | 152,5 /           | 172,5 /           | 325 /             |
| 2007                      | Tai'an, China                  | –69 kg          | 152 /             | 175 /             | 327 /             |
| Campeonato Mundial Júnior |                                |                 |                   |                   |                   |
| 1997                      | Cidade do Cabo, África do Sul  | –59 kg          | 130 /             | 150 /             | 280 /             |
| 1999                      | Savannah, Estados Unidos       | –62 kg          | 150 /             | 167,5 /           | 317,5 /           |
| University World Cup      |                                |                 |                   |                   |                   |
| 2002                      | Izmir, Turquia                 | –62 kg          | 153 /             | 172,5 /           | 325 /             |
| 2005                      | Villeneuve-Loubet, França      | –69 kg          | 150 /             | NM                | —                 |

- NM = Sem marca (No mark)

## Recordes
Shi estabeleceu quatro recordes mundiais no arranco na categoria até 62 kg:
| Data       | Disciplina | Marca    | Classe de peso | Lugar    |
| ---------- | ---------- | -------- | -------------- | -------- |
| 04.07.1999 | Arranque   | 148 kg   | –62 kg         | Savannah |
| 04.07.1999 | Arranque   | 150 kg   | –62 kg         | Savannah |
| 03.05.2000 | Arranque   | 152,5 kg | –62 kg         | Osaka    |
| 28.06.2002 | Arranque   | 153 kg   | –62 kg         | Izmir    |